# أحمدو ولد عبد الله
أحمدو ولد عبد الله (21. نوفمبر 1940 م تمبدغة–) وزير ودبلوماسي موريتاني ومبعوث سابق لمنظمة الأمم المتحدة  في عدة دول عالمية.

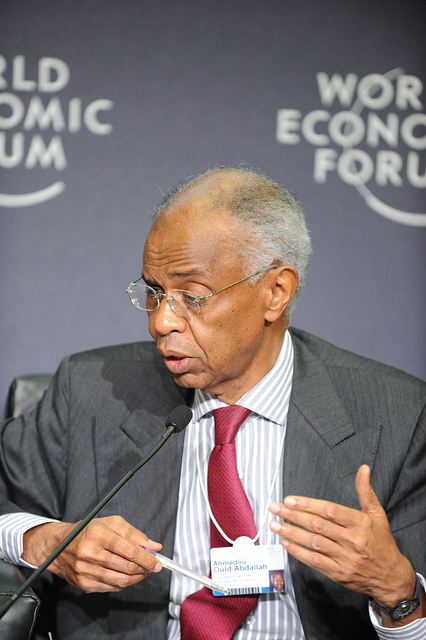
السفير أحمدو ولد عبد الله

## حياته
ولد أحمدو ولد عبد الله في شرق موريتانيا في ضواحي مدينة لعيون في فترة السودان الفرنسي وتعلم القرآن ومبادئ اللغة العربية ثم التحق بالتعليم النظامي وحصل على الباكلوريا في دكار بعدها ذهب في بعثة دراسة إلى فرنسا حيث درس الاقتصاد في جامعتي غرونوبل وباريس ثم التحق بجامعة سوربون التي درس فيها العلوم السياسية.
في الفترة مابين 1968 م إلى 1985 تقلد ولد عبد الله عدة مناصب وزارية في حكومات الرئيس الراحل المختار ولد داداه وبعد الأطاحة به 1978 م عينته اللجنة العسكرية مديرا عاما للشركة الوطينة للصناعة والمناجم  ثم سفيرا في بلجيكا ومبعوثا لدى الاتحاد الأوروبي.

## الأمم المتحدة
بداية من سنة 1985 إلى غاية 1993 عمل مستشارا خاصا للأمين العام للإمم المتحة في شئون الأفريقية والطاقة المتجددة . من 1993 إلى غاية 1996 كان مبعوثا خاصا للأمين العام السابق للإمم المتحدة السيد لبطرس بطرس غالي إلى منطقة البحيرات الكبرى وأثناء الحرب الأهلية في بوروندي.
1996 إلى غاية 2002 عمل مديرا للمركز العالمي لتنمية أفريقيا في واشنطن .
2002 مبعوثا خاصا لكوفي عنان ومديرا لمكتب الأمم المتحدة في شرق أفريقيا.
2006 م عين مبعوثا في جنوب السودان .
2007 م – 2010 م مبعوثا في الصومال  حيث شارك في مفاوضات السلام بين الفرقاء الصوماليين برعاية الجامعة العربية ومنظمة المؤتمر الإسلامي .

### اوسمة وجوائز
وسام ضابط في نظام الإستحقاق الوطني موريتانيا 
وسام جوقة الشرف في فرنسا
وسام ليوبولد الثاني بلجيكا
و سام الأسد من السنيغال
وسام الأسد الذهبي لوكسمبورغ